# Ben Sheaf
Ben Sheaf (Dartford, 5 februari 1998) is een Engels voetballer die onder contract staat bij Arsenal FC.

## Clubcarrière
Sheaf begon op dertienjarige met voetballen in de jeugd van West Ham United. In 2014 maakte hij de overstap naar de jeugdopleiding van Arsenal FC. In oktober 2015 trainde hij voor de eerste keer mee bij het eerste elftal. Sheaf maakte op 19 oktober 2017 zijn debuut in het betaald voetbal in de Europa Leaguewedstrijd tegen Rode Ster Belgrado. Hij kwam in de 89ste minuut in het veld voor Francis Coquelin.
Op 26 januari 2018 werd Sheaf voor een halfjaar uitgeleend aan de club Stevenage FC. Voor die club maakte hij op 24 februari 2018 zijn debuut in de uitwedstrijd tegen Notts County.